# 205 (tal)
205 är det naturliga talet som följer 204 och som följs av 206.

## Inom vetenskapen
- 205 Martha, en asteroid

## Inom matematiken
- 205 är ett udda tal.
- 205 är ett semiprimtal
- 205 är ett ikosidigontal
- 205 är ett Wolstenholmetal.